# Stelbel
Stelbel (acronimo di Stelio Belletti) è un marchio italiano di telai per biciclette da corsa, creato nel 1973 da Stelio Belletti.

## Storia

### Gli inizi
A partire dal secondo dopoguerra Stelio Belletti affianca il padre Antenore nell'officina di famiglia nel quartiere Ortica a Milano in via Giovanni Antonio Amadeo. L'attività era specializzata nel settore meccanico della costruzioni di telai e strutture in tubazioni metalliche. L'Officina Belletti durante gli anni 50 e 60 vanta collaborazioni di rilievo con importanti aziende italiane del settore aeronautico e motociclistico
È fra le prime aziende in Italia a dotarsi di un macchinario per la saldatura TIG.

### Fondazione del marchio
Stelio Belletti è da sempre grande appassionato di ciclismo e fin da ragazzo corre in squadre amatoriali locali.
A partire dai primi anni 70, forte dell'esperienza maturata come saldatore e costruttore di telai per motociclette da corsa e fusoliere di aeroplani, si cimenta nella realizzazione di telai per bicicletta, unendo le tubazioni in acciaio con saldatura TIG, tecnica del tutto nuova per il settore ciclistico.
Incoraggiato dal padre e dai risultati ottenuti, nella primavera del 1973 decise di fondare il marchio Stelbel, identificando così la propria produzione di telai per biciclette da competizione, separandola dall'attività dell'officina di famiglia. La sede produttiva era localizzata in provincia di Milano, nel paese di Rodano, frazione Lucino, Via Alessandro Manzoni 1.

### Il primo brevetto Stelbel

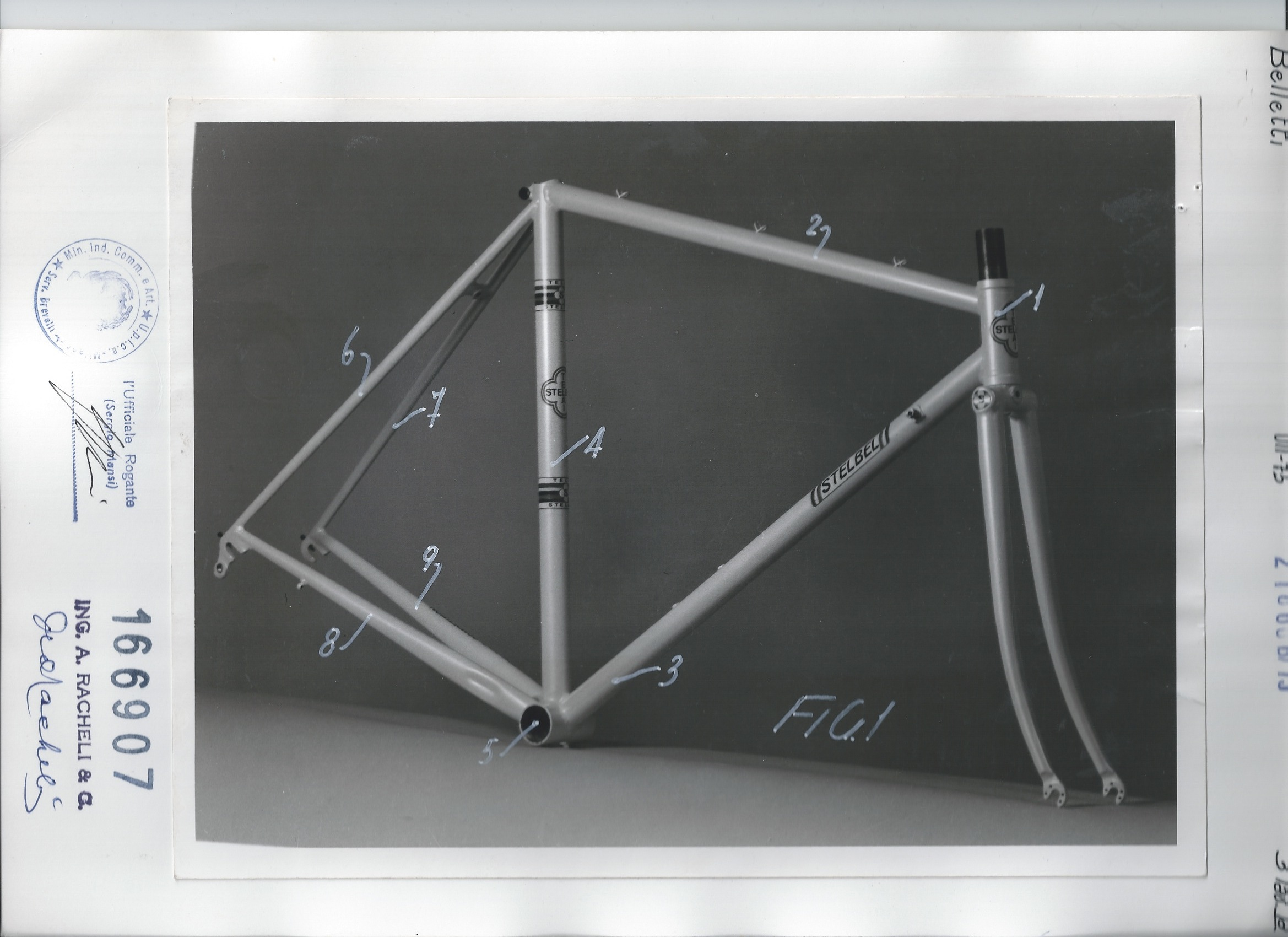
Foto allegata alla documentazione originale del primo brevetto Stelbel - Modello Integrale

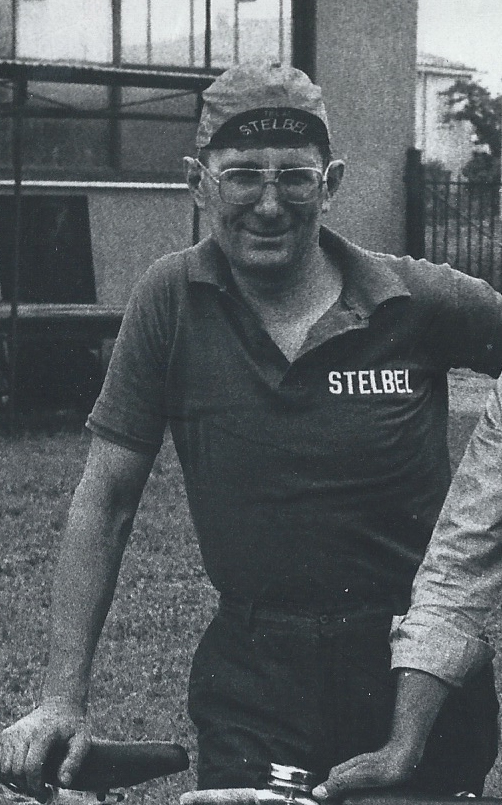
Stelio Belletti nel 1979

Sfruttando le conoscenze acquisite in campo meccanico come costruttore e saldatore, e l'esperienza in campo ciclistico da corridore, Stelio lavorò alla realizzazione di un modello di telaio per bicicletta da corsa che racchiudesse tutte le evoluzioni tecnologiche da lui sperimentate negli anni. 
Questo modello di telaio per ciclo, denominato “Integrale”, venne brevettato nel 1975.
Il titolo del brevetto recita: Telaio per bicicletta particolarmente da competizione con almeno parte dei tubi costituenti uniti direttamente fra loro per saldatura.
La descrizione del brevetto illustra dettagliatamente come l'unione fra le tubazioni che costituiscono il telaio avvenga con tecnica di saldatura TIG ad elettrodo infusibile in tungsteno e atmosfera di gas Argon.

### La vittoria ai mondiali di ciclismo del 1975
Nell'agosto del 1975, si sono disputati a Mettet e Yvoir, in Belgio, i campionati mondiali di ciclismo su strada. Per quell'occasione la nazionale polacca venne fornita con biciclette Stelbel costruite appositamente per l'evento. Era l'esordio dei prodotti di Stelio Belletti in una competizione di livello internazionale.
Per la prova di cronometro a squadre, il telaista consegnò 6 telai (4 ufficiali più altri 2 di riserva), ed altri 6 telai per la prova di Corsa su strada in linea . 
Correndo su telai Stelbel il quartetto polacco composto dai corridori Tadeusz Mytnik, Mieczysław Nowicki, Ryszard Szurkowski e Stanisław Szozda vinse la prova della cronometro a squadre ottenendo la medaglia d'oro.

### La seconda metà degli anni 70
Forte dei risultati ottenuti, Stelio Belletti rinunciò completamente all'impegno in altri settori concentrandosi sulla sola costruzione di telai per bicicletta da competizione. 
In questi anni vennero realizzati telai sempre più evoluti e rifiniti, sia nella tecnica che nell'estetica. Venne particolarmente sviluppato il concetto di forcella con testa autocostruita, un segno distintivo della produzione Stelbel, che prevedeva la costruzione artigianale di quel particolare, senza l'ausilio di componenti prefabbricati.
Viene fatta risalire al 1979 la costruzione dei primi modelli chiamati Strada, che concludono l'epoca della serie di modelli chiamati “Integrale”.

### Gli anni 80

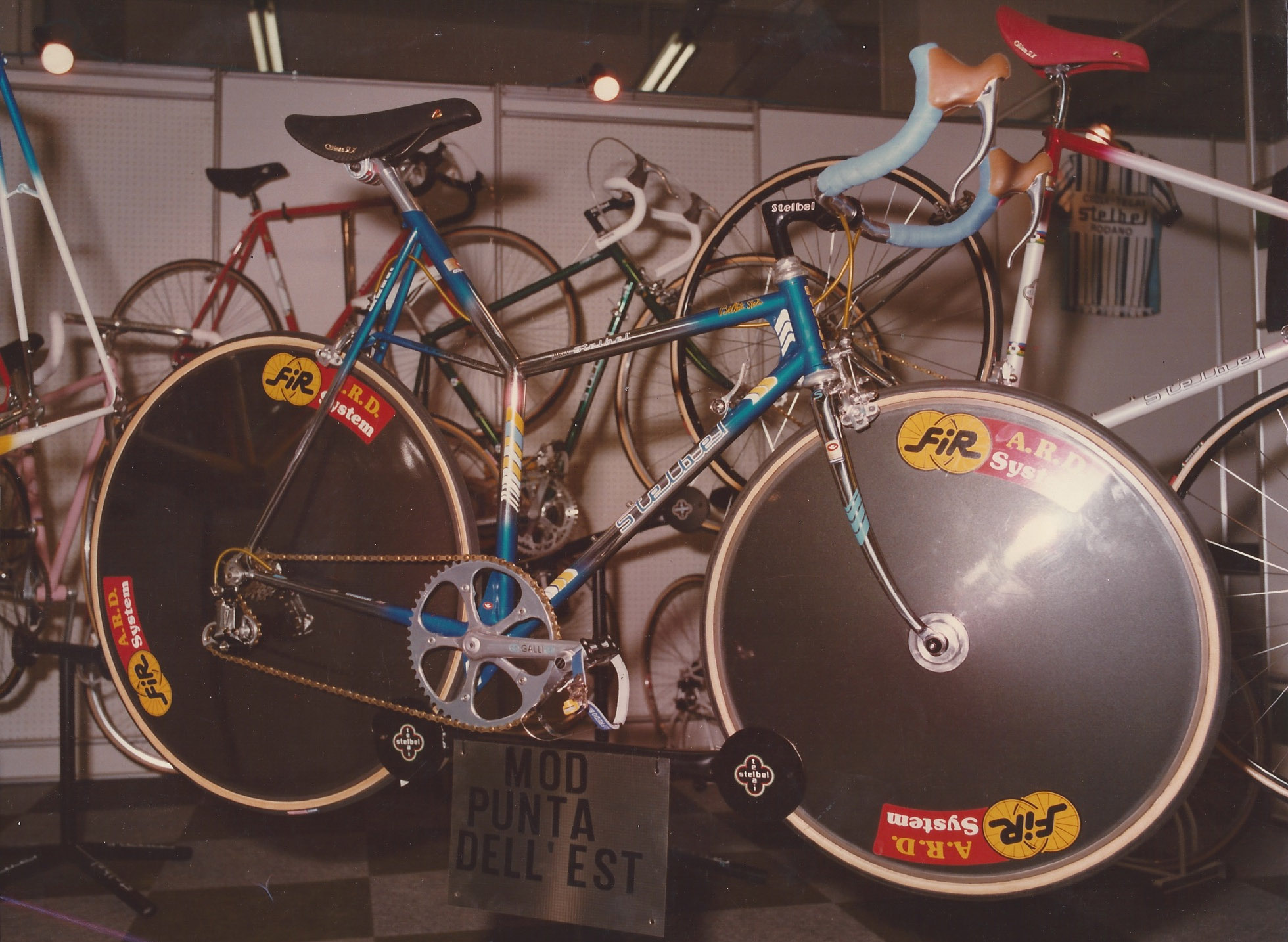
Modello "Punta dell'Est" in mostra allo stand Stelbel alla fiera del ciclo di Milano nel 1985

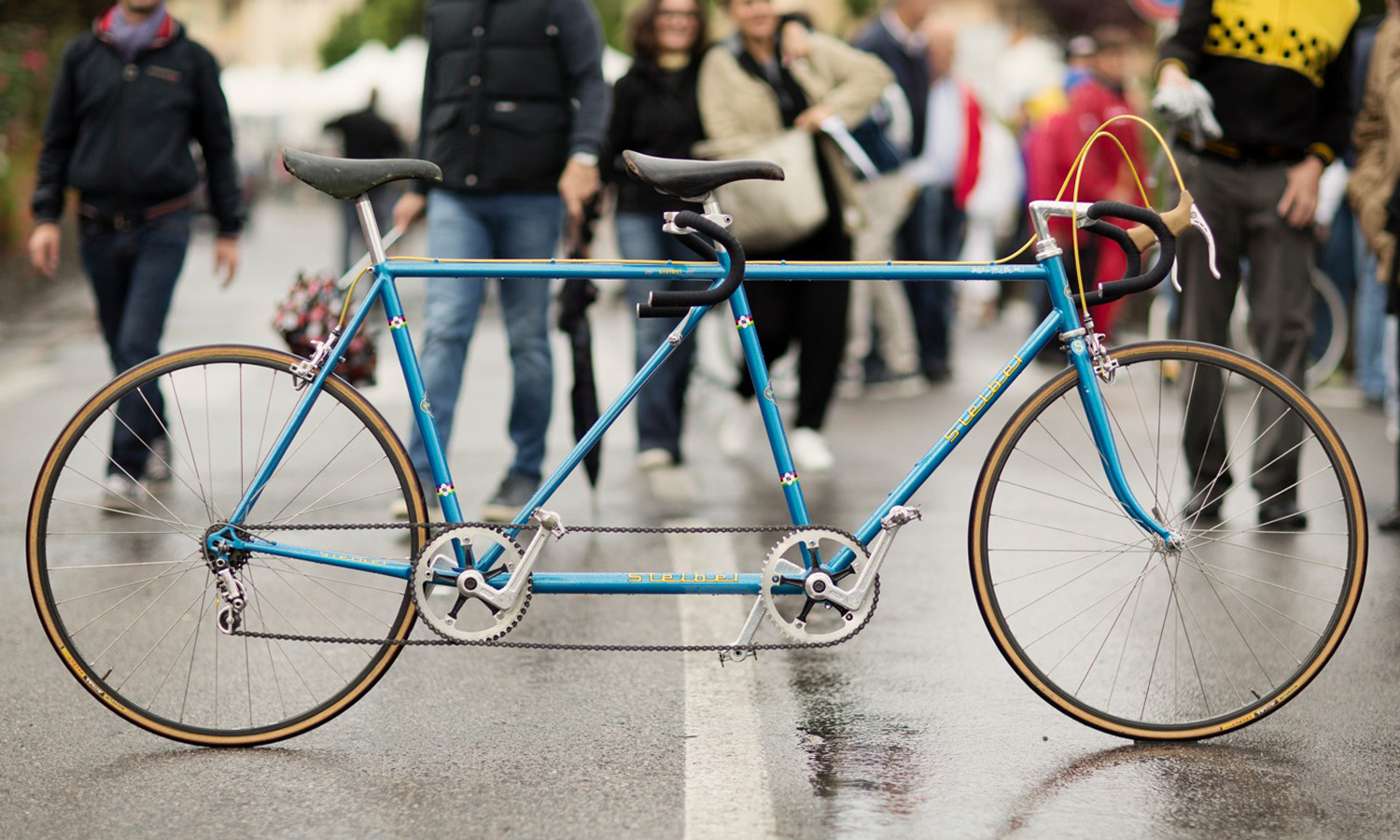
Tandem Stelbel

Negli anni 80 la richiesta per i prodotti Stelbel crebbe ulteriormente, nuovi modelli vennero aggiunti alla gamma e l'azienda assunse i primi dipendenti.
Venne dedicato un impegno particolare nella costruzione di telai destinati alle prove a cronometro, con l'utilizzo di soluzioni all'epoca ritenute aerodinamiche e di grande impatto estetico. 
Sono gli anni della generazione di modelli Dynamic (con caratteristiche aerodinamiche) e del modello sperimentale chiamato Punta dell’Est che presentava una forma del telaio atipica per l'epoca.
Il modello Punta dell’Est è stato l'attrazione principale dell'esposizione Stelbel presenta alla fiera del ciclo di Milano del 1985.
Presso lo stand campeggiava lo slogan:
"Stelbel” - Telai saldati Argon T.I.G. senza giunzioni.
Il classico disegno della forcella con testa autocostruita venne aggiornato più volte nel corso di questa decade, ma rimase comunque uno dei segni più distintivi di tutta la produzione Stelbel.
Risalgono al 1983-1984 i primi esperimenti sulla costruzione di telai in acciaio inossidabile. Le tubazioni nei diametri e spessori adeguati per il settore ciclistico non erano disponibili sul mercato, e vennero pertanto realizzate su misura da una trafileria della provincia di Milano.
A partire dal 1983 viene adottata una numerazione seriale dei telai, 5 numeri consecutivi erano punzonati sotto la bussola del movimento centrale, dove i primi 2 numeri indicavano l'anno di costruzione.
Il numero seriale del telaio non va confuso con le misure principali del telaio, anch'esse punzonate sulla bussola del movimento centrale già a partire dalla metà degli anni 70.

### La chiusura nel 1990
L'evoluzione dei modelli di telaio Stelbel è continuata senza sosta fino al 1990, arrivando a sperimentare la costruzione di telai in alluminio e producendo le prime mountain bike in Italia. In quell'anno, problemi di natura privata costrinsero Stelio Belletti alla chiusura dell'attività senza particolare preavviso.

## La produzione

### Modelli storici noti
| Modello        | Intervallo di produzione |
| -------------- | ------------------------ |
| Integrale      | dal 1973 al 1980         |
| Pista          | dal 1975 al 1990         |
| Strada         | dal 1979 al 1990         |
| Strada Super   | dal 1982 al 1990         |
| Cronotime      | dal 1982 al 1985         |
| Punta dell'Est | dal 1983 al 1988         |
| Dynamic        | dal 1983 al 1990         |
| Cronosquadra   | dal 1984 al 1990         |
| Inox           | dal 1983 al 1988         |
| Cross          | dal 1975 al 1990         |
| Tandem         | dal 1977 al 1990         |